# Santiago Blanco
Santiago Blanco Gil (Puerto de Béjar, 7 giugno 1974) è un ex ciclista su strada spagnolo, professionista dal 1995 al 2004.

## Palmarès

### Strada
- 1993 (Juniores, una vittoria)

Campionati spagnoli, Prova in linea Juniores
- 1994 (Banesto, due vittorie)

Classifica generale Vuelta a Navarra
Subida a Gorla
- 1995 (Banesto, due vittorie)

2ª tappa Colorado Classic
Classifica generale Vuelta a Castilla y León
- 1997 (Banesto, tre vittorie)

3ª tappa Vuelta a La Rioja (Albelda de Iregua > Haro)
2ª tappa Euskal Bizikleta (Anoeta > Santuario de Oro)
3ª tappa Euskal Bizikleta (Murguia > Alto de Mendexa)
- 1998 (Vitalicio Seguros-Grupo Generali, una vittoria)

4ª tappa Vuelta a Asturias (Pravia > Monte Naranco)
- 1999 (Vitalicio Seguros-Grupo Generali, una vittoria)

Subida al Naranco
- 2000 (Vitalicio Seguros-Grupo Generali, una vittoria)

4ª tappa Vuelta a Andalucía (Cordova > Jaén)
- 2001 (iBanesto.com, una vittoria)

10ª tappa Vuelta a España (Sabadell > La Molina)
- 2002 (iBanesto.com, una vittoria)

18ª tappa Vuelta a España (Salamanca > Estación de La Covatilla)

#### Altri successi
- 2003 (Relax-Fuenlabrada)

Classifica scalatori Vuelta a Andalucía

## Piazzamenti

### Grandi Giri
- Giro d'Italia

1999: ritirato (18ª tappa)
2000: 11º
- Tour de France

1997: 27º
1998: non partito (18ª tappa)
2001: ritirato (13ª tappa)
2002: 57º
- Vuelta a España

1993: 87º
1996: 33º
1998: 32º
1999: 10º
2000: 13º
2001: 21º
2002: 45º
2003: 61º

### Classiche monumento
- Milano-Sanremo

1997: 97º
- Giro di Lombardia

1996: 42º
1999: 20º
2001: 46º
- Liegi-Bastogne-Liegi

1997: 72º
1998: 55º
1999: 39º

### Competizioni mondiali
- Campionati del mondo su strada

Duitama 1995 - In linea Elite: ritirato
Lugano 1996 - In linea Elite: 40º
Verona 1999 - In linea Elite: 24º
Lisbona 2001 - In linea Elite: 57º